# Big Red Machine (banda)
Big Red Machine é uma banda experimental americana de folk rock independente, que começou como uma colaboração entre os músicos Aaron Dessner e Justin Vernon.

## História

### 2008–2016: Formação e começos
Big Red Machine começou como uma colaboração musical em 2008, quando Aaron Dessner enviou uma mensagem a Justin Vernon no MySpace, sem qualquer encontro pessoal prévio. Dessner enviou a Vernon uma ideia instrumental para um álbum de compilação chamado Dark Was the Night, beneficiando a Red Hot Organization, para a qual ele queria que Vernon escrevesse uma música. O esboço foi intitulado "Big Red Machine", e Vernon criou uma música completa usando a faixa. O álbum foi comemorado com um show no Radio City Music Hall, onde os dois se conheceram e deram início a novas colaborações. Desde então, eles trabalharam em vários projetos juntos, incluindo PEOPLE Collective, Eaux Claires Music & Arts Festival e Day of the Dead. 
Dessner é mais famoso por ser um membro fundador, compositor e produtor do The National, e Vernon por ser o líder do Bon Iver.
Em 2016, Vernon, Dessner e o irmão gêmeo de Dessner, Bryce Dessner, fundaram um coletivo de artistas chamado PEOPLE. O site PEOPLE afirma que o conceito visa "Estabelecer um espaço independente e estimulante no qual se faça um trabalho (geralmente em torno da música) que seja colaborativo, espontâneo e expressivo por natureza e onde todas as distrações ou obstáculos desnecessários que atrapalhem sejam removidos." Eles se reuniram pela primeira vez para um festival no Funkhaus, Berlim, em 2016. O segundo festival aconteceu em 2018, novamente no Funkhaus. Desde 2016, Big Red Machine tocou sets em festivais em Eaux Claires, Haven e From a Safe Harbor.
Dessner afirmou que o esboço original que enviou a Vernon em 2008, chamado "Big Red Machine", usa o apelido das equipes do Cincinnati Reds, dos anos 1970, que venceram a World Series consecutivamente em 1975 e 1976. A equipe recebeu o apelido de "The Big Red Machine" durante todo esse período de sucesso. Aaron Dessner cresceu em Cincinnati, e ele e seu irmão gêmeo nasceram em 1976, durante a corrida dos Reds.

### 2018 - presente: álbum de estreia,Big Red Machine
Big Red Machine lançou seu álbum de estreia, 'Big Red Machine", em 31 de agosto de 2018, sob o selo das gravadoras, PEOPLE e Jagjaguwar. Antes disso, a organização lançou quatro faixas do álbum completo: "Gratitude", "Lyla", "Hymnostic" e "Forest Green". O álbum autointitulado de 10 faixas foi co-produzido por Dessner, Vernon e Brad Cook, enquanto Jonathan Low mixava a gravação. O álbum conta com aproximadamente 40 colaboradores, incluindo Bryce Dessner, Bryan Devendorf, Richard Parry, Phoebe Bridgers, Lisa Hannigan, JT Bates e Kate Stables, entre outros. A maior parte do álbum foi gravada no estúdio do galpão de Dessner no Vale do Hudson, onde Dessner também gravou o álbum The National, Sleep Well Beast, de 2017.

## Discografia

### Álbuns de Estúdio
- Big Red Machine (2018)

### Singles
- "I Won't Run from It" (2018)
- "No Time for Love Like Now (feat. Michael Stipe) (2020)

## Ligações Externas
Big Red Machine on Spotify
Big Red Machine on Apple Music